# Mark DeCarlo
Mark DeCarlo est un acteur américain, né le 23 juin 1962 à Chicago (Illinois, États-Unis).

## Filmographie
- 2013 : Le Meurtrier de minuit (Summoned) (TV) : Richardson